# Вагин, Владимир Львович
Владимир Львович Вагин (4 декабря 1907, Симферополь, Таврическая губерния, Российская империя — 4 января 1984, Казань, ТАССР, РСФСР, СССР) — советский зоолог, доктор биологических наук, профессор Казанского государственного университета.

## Биография
Родился 4 декабря 1907 года в Симферополе.
Окончил биологическое отделение физико-математического факультета Ленинградского университета.
В период с 1930 по 1934 год участвовал в арктических океанографических экспедициях на ледоколах «Мурманец», «В. Русанов», «А. Сибиряков», «Г. Седов», «М. Ломоносов».
С 1935 по 1944 год работал ассистентом на кафедре биологии 2-го Ленинградского медицинского института.
Во время Великой Отечественной войны работал в осаждённом Ленинграде.
С октября 1944 по 1 сентября 1953 года работал в Ленинградском университете.
С 26 августа 1957 по 20 сентября 1977 года был заведующим кафедрой зоологии беспозвоночных на биолого-почвенном факультете Казанского государственного университета.
Скончался 4 января 1984 года в Казани.

## Научная деятельность
Кандидат биологических наук с 1939 года. Тема кандидатской диссертации «Ascothorax ophioctenis и положение в системе Entomostraca отряда Ascothoracida ord. nov.».
Доктор биологических наук с 1950 года. Тема докторской диссертации «Очерки по эволюционной морфологии и систематике паразитических ракообразных (сем. Dendrogasteridae)».
Занимался изучением морских и пресноводных беспозвоночных.
В годы работы в Казани исследовал паразитофауну промысловых рыб Волги и Куйбышевского водохранилища.

## Награды, премии, почётные звания
- Медаль «За оборону Ленинграда»[1].

## Известные адреса
- Казань, улица Ленина, 18[2].

## Публикации
- Вагин В. Л. О положении мизостомид среди трохофорных животных // Вопр. эволюционной морфол. животных / Ред. В. Л. Вагин. — Казань: Изд-во Казан. ун-та, 1979. — С. 124—135.
- Вагин В. Л. Тип моллюсков — Mollusca // Краткий опред. водн. беспозвоночных Средн. Поволжья / Ред. В. Л. Вагин, Х. М. Курбангалеева. — Казань: Изд-во Казан. ун-та, 1977. — С. 139—155.
- Вагин В. Л. Мешкогрудые раки Ascothoracida. — Казань: Изд-во Казан. ун-та, 1976. — 141 с.